# Сімпсони (сезон 19)
Дев'ятнадцятий сезон мультсеріалу «Сімпсони» транслювався у США на телеканалі «Fox» з 23 вересня 2007 по 18 травня 2008 року.

## Список серій
| № серії (загалом) | № серії (в сезоні) | Назва серії                                                                                     | Режисер(и)                 | Сценарист(и)                | Оригінальна дата показу | Код серії | Глядачів в США (млн) |
| --- | ------------------ | ----------------------------------------------------------------------------------------------- | -------------------------- | --------------------------- | ----------------------- | --------- | -------------------- |
| 401 | 1                  | «He Loves to Fly and He D’ohs» «Він любить літати, і він провалився»                            | Марк Кіркланд              | Джоел Коен                  | 23 вересня 2007         | JABF20    | 9.70                 |
| Гомер отримує можливість здійснити політ на особистому літаку містера Бернса, і внаслідок чого відмовляється літати на літаках звичайного класу. Запрошені зірки: Стівен Кольбер в ролі Колбі Крауза, Лайонел Річі в ролі самого себе |                    |                                                                                                 |                            |                             |                         |           |                      |
| 402 | 2                  | «The Homer of Seville» «Севільський Гомер»                                                      | Майкл Полчіно              | Керолін Омайн               | 30 вересня 2007         | JABF18    | 8.40                 |
| Гомер потрапляє до лікарні через травму спини, там у ньому відкривається талант співати оперним голосом лежачи на спині. Містер Бернс запрошує Гомера співати головну партію в його постановці «La bohème». Врятований від групи божевільних фанаток таємничою дівчиною Джулією, Гомер наймає її менеджером, незважаючи на її неоднозначні наміри… Запрошені зірки: Майя Рудольф в ролі Джулії, Пласідо Домінго в ролі самого себе |                    |                                                                                                 |                            |                             |                         |           |                      |
| 403 | 3                  | «Midnight Towboy» «Опівнічний буксирувальник»                                                   | Метью Настюк               | Стефані Гілліс              | 7 жовтня 2007           | JABF21    | 7.70                 |
| Гомер знайомиться з водієм аварійної машини Луї, який показує Гомеру всі принади буксирування. Тим часом Мардж починає помічати, що Меґґі занадто до неї прив’язалася. Мардж знаходить спосіб відучити Меґґі від себе, але цей спосіб змушує дівчинку взагалі обходитися без Мардж. Запрошені зірки: Метт Діллон в ролі Луї |                    |                                                                                                 |                            |                             |                         |           |                      |
| 404 | 4                  | «I Don’t Wanna Know Why the Caged Bird Sings» «Я не бажаю знати, чому співають птахи у клітках» | Боб Андерсон               | Дана Гулд                   | 14 жовтня 2007          | JABF19    | 8.80                 |
| Мардж стає свідком спроби пограбування банку. Грабіжник — чоловік на ім’я Дуайт — здається за умови, що Мардж буде відвідувати його у в’язниці. Втім вона не виконує обіцянку. Через це Дуайт починає переслідувати Мардж. Запрошені зірки: Стів Бушемі в ролі Двайта, Джулія Луї-Дрейфус в ролі Ґлогії, Тед Ньюджент в ролі самого себе |                    |                                                                                                 |                            |                             |                         |           |                      |
| 425 | 5                  | «Treehouse of Horror XVIII» «Сімпсони і Гелоуїн XVIII»                                          | Чак Шітс                   | Марк Уілмор                 | 4 листопада 2007        | JABF16    | 11.70                |
| «E.T., Go Home» (укр. «Забирайся додому, прибульцю») — Барт і Ліса зустрічають інопланетянина Кодоса, який переховується від влади. Кодос просить допомогти йому дістати прилад, за допомогою якого він зможе зв’язатися зі своєю планетою, але його наміри виявляються аж ніяк недружніми… «Mr. & Mrs. Simpson» (укр. «Містер і Місіс Сімпсон») — Гомер, таємно працює секретним агентом, отримує наказ усунути Кента Брокмана. Однак, незабаром він виявляє, що його дружина Мардж також є секретним агентом, що виконує ту ж місію, що й він сам… «Heck House» (укр. «Пекельний дім») — Барт, Ліса, Мілгаус і Нельсон вирішують добре повеселитися в ніч на Хелловін. Однак, коли їхні жарти заходять дуже далеко, Нед Фландерс перетворює церкву в пекельний будинок. Отримавши величезні надприродні сили, він вирішує провчити дітей. Запрошені зірки: Моріс Ламарш в ролі урядовця |                    |                                                                                                 |                            |                             |                         |           |                      |
| 426 | 6                  | «Little Orphan Millie» «Маленький сирітка Мілгаус»                                              | Ленс Крамер                | Мік Келлі                   | 11 листопада 2007       | JABF22    | 10.57                |
| Під час святкування другого весілля батьки Мілгауса загубилися в морі та, ймовірно, загинули. Хлопчик усвідомлює, що тепер він — сирота, і що настав час діяти рішуче і самостійно, внаслідок чого він стає популярнішим ніж Барт. Тим часом у Гомера починаються проблеми через те, що він не пам’ятає колір очей Мардж. |                    |                                                                                                 |                            |                             |                         |           |                      |
| 407 | 7                  | «Husbands and Knives» «Чоловіки та ножі»                                                        | Ненсі Круз                 | Метт Селман                 | 18 листопада 2007       | JABF17    | 10.50                |
| У Спрінґфілді відкривається новий магазин з продажу коміксів «Coolsville Comics & Toys» (укр. «Крутовіль»), що знаходиться прямо навпроти «Башти андроїда». Власник магазину на ім’я Майло надає дітям унікальну можливість зустрітися з творцями коміксів. Тим часом Мардж відкриває свій жіночий фітнес-центр і досягає успіху, що змушує Гомера турбуватися про її втрату і розглянути можливість пройти радикальну косметичну хірургію. Запрошені зірки: Джек Блек в ролі Майло; Моріс Ламарш в ролі жокея; Алан Мур, Арт Шпігельман і Ден Кловус в ролі самих себе |                    |                                                                                                 |                            |                             |                         |           |                      |
| 408 | 8                  | «Funeral For A Fiend» «Похорон лиходія»                                                         | Роб Олівер                 | Майкл Прайс                 | 25 листопада 2007       | KABF01    | 9.00                 |
| Другий Номер Боб повертається, щоб вбити Сімпсонів, але його ловлять і віддають під суд. Під час засідання суду Барт викидає ліки Боба — нітрогліцерин, прийнявши його за вибухівку, і Боб вмирає. Вся сім’я Боба, його друзі і весь Спрінґфілд приходять на його похорон. Брат Боба, Сесіл, переконує Барта піти до церкви і попрощатися зі своїм давнім ворогом… Запрошені зірки: Келсі Греммер в ролі Другого Номера Боба, Девід Гайд Пірс в ролі Сесіла, Джон Махоуні в ролі доктора Роберта Тервіллігера старшого, Кіт Олберман в ролі самого себе |                    |                                                                                                 |                            |                             |                         |           |                      |
| 409 | 9                  | «Eternal Moonshine of the Simpson Mind» «Вічне сяйво розуму Сімпсона»                           | Чак Шітс                   | Дж. Стюарт Бернс            | 16 грудня 2007          | KABF02    | 10.15                |
| Гомер прокидається в снігу і дізнається, що його сім’я зникла. Він збирається згадати все і повернути сім’ю… |                    |                                                                                                 |                            |                             |                         |           |                      |
| 410 | 10                 | «E Pluribus Wiggum» «З багатьох — Віггам»                                                       | Майкл Полчіно              | Майкл Прайс                 | 6 січня 2008            | KABF03    | 8.20                 |
| Гомер спалює спрінґфілдські бістро. Щоб побудувати їх заново, мер Квімбі зрушує день виборів, роблячи праймериз у Спрінґфілді першими в країні. Кандидати не вселяють довіри, і виборці висувають Ральфа Віггама в кандидати; він і виграє. В результаті, обидві сторони визнають Ральфа, хоча навіть невідомо, за яку партію він виступає. Запрошені зірки: Джон Стюарт і Ден Разер в ролі самих себе |                    |                                                                                                 |                            |                             |                         |           |                      |
| 411 | 11                 | «That 90’s Show» «Шоу 90-х»                                                                     | Марк Кіркланд              | Метт Селман                 | 27 січня 2008           | KABF04    | 7.58                 |
| Після того, як випадково знайшовся диплом Мардж, Гомер розповідає історію, як він працював на свого батька, щоб Мардж могла здобувати освіту в університеті. Однак, після того, як вона сподобалася одному з професорів, Гомер все кидає і зосереджується виключно на музиці. Він створює новий стиль в рок-музиці — гранж і організовує групу «Sadgasm» (укр. «Жургазм») разом зі своїми друзями… Запрошені зірки: Курт Лодер і «Дивний Ел» Янковик в ролі самих себе |                    |                                                                                                 |                            |                             |                         |           |                      |
| 412 | 12                 | «Love, Springfieldian Style» «Кохання у Спрінґфілдському стилі»                                 | Реймонд Персі              | Дон Пейн                    | 17 лютого 2008          | KABF05    | 7.81                 |
| У результаті хуліганства Барта на День святого Валентина Сімпсони застряють в тунелі кохання. - Гомер розповідає романтичну історію про Бонні і Клайда (Мардж і Гомера). - Мардж — про Леді та Блудька. - Барт — розповідь про Сіда і Ненсі, де Нельсон — це Сід Вішез, Ліса — Ненсі Спанджен, а Барт — Джоні Роттен з «Sex Pistols». |                    |                                                                                                 |                            |                             |                         |           |                      |
| 413 | 13                 | «The Debarted» «Бартступники»                                                                   | Метью Настюк               | Джоел Коен                  | 2 березня 2008          | KABF06    | 8.18                 |
| У початкову школу Спрінґфілда переходить новий учень Доні, і Барт думає що знайшов відмінного партнера для жартів. Проте всі вони обертаються проти нього самого і він починає думати що в лавах його друзів завівся щур. Тим часом Мардж розбиває сімейну машину, і Гомер на час ремонту отримує нову, з якою він вже не хоче розлучатися. Запрошені зірки: Тофер Грейс в ролі Доні, Марсія Уолес в ролі Едни Крабапель, Террі Гросс в ролі самої себе |                    |                                                                                                 |                            |                             |                         |           |                      |
| 414 | 14                 | «Dial 'N' for Nerder» «"Б" — це ботан»                                                          | Боб Андерсон               | Керолін Омайн і Вільям Райт | 9 березня 2008          | KABF07    | 7.30                 |
| Барт і Ліса невдало жартують над Мартіном, в результаті, що вони його вбили… Тим часом Гомер сідає на дієту, але потай від усіх постійно ходить на побачення з їжею. Мардж, бажаючи бути впевненою в його чесності, наймає телешоу, щоб простежити за ним. |                    |                                                                                                 |                            |                             |                         |           |                      |
| 415 | 15                 | «Smoke on the Daughter» «Дим над дочкою»                                                        | Ленс Крамер                | Біллі Кімбол                | 30 березня 2008         | KABF08    | 7.10                 |
| Ліса стає балериною, але розуміє, що її талант залежить від пасивного куріння. Тим часом Гомер зізнається, що потайки робить в’ялену яловичину, і божеволіє, коли виявляє, що єноти все поцупили. |                    |                                                                                                 |                            |                             |                         |           |                      |
| 416 | 16                 | «Papa Don’t Leech» «Тату, не прив’язуйся»                                                       | Кріс Клементс              | Рейд Харрісон               | 13 квітня 2008          | KABF09    | 6.90                 |
| Ліса виявляє, що Спрінґфілд недозбирав мільйони доларів податків. У результаті в місті починається збір податків у неплатників і єдиним боржником виявляється Лурлін Лампкін. Поки її шукає поліція, Лурлін зупиняється у Сімпсонів. Вона намагається возз’єднатися зі своїм батьком, але він продає всі її пісні «Dixie Chicks». Запрошені зірки: Беверлі Д'Анджело в ролі Лурлін, Dixie Chicks в ролі самих себе |                    |                                                                                                 |                            |                             |                         |           |                      |
| 417 | 17                 | «Apocalypse Cow» «Корова Апокаліпсису»                                                          | Ненсі Круз                 | Джефф Вестбрук              | 27 квітня 2008          | KABF10    | 7.69                 |
| Коли Барт з Лісою врятували корову Лу від бійні, вони віддають її Мері Спаклер, сільській дівчині. Її батько, Клітус, помилково вирішив, що Барт підніс корову як весільний подарунок (давня традиція сім’ї Клітуса). Мардж і Гомер повинні зупинити весілля… Запрошені зірки: Зоуї Дешанель в ролі Мері |                    |                                                                                                 |                            |                             |                         |           |                      |
| 418 | 18                 | «Any Given Sundance» «Будь-який «Санденс»»                                                      | Роб Олівер                 | Деніел Чун                  | 4 травня 2008           | KABF11    | 6.18                 |
| Після того, як Ліса представила документальний фільм про свою сім’ю на «кінофестивалі «Санденс», Гомеру, Барту та Мардж стає соромно, дивлячись на себе. Тим часом директор Скіннер та інспектор Чалмерс вирішують зайнятися кінобізнесом. Запрошені зірки: Джим Джармуш і Джон Рейлі в ролі самих себе |                    |                                                                                                 |                            |                             |                         |           |                      |
| 419 | 19                 | «Mona Leaves-a» «Мона вмирає»                                                                   | Майк Андерсон і Ральф Соса | Джоел Коен                  | 11 травня 2008          | KABF12    | 6.02                 |
| Мона Сімпсон повертається і повідомляє, що її дні полічені. Незабаром вона несподівано помирає. Гомер відчуває провину, за те що не показував своїх почуттів до матері перед її смертю. Гомер вирішує втілити її бажання, розсіявши прах по озеру в Спрінґфілдському монумент-парку… Запрошені зірки: Гленн Клоуз в ролі Мони Сімпсон, Ленс Армстронг в ролі самого себе |                    |                                                                                                 |                            |                             |                         |           |                      |
| 420 | 20                 | «All About Lisa» «Все про Лісу»                                                                 | Стівен Дін Мур             | Джон Фрінк                  | 18 травня 2008          | KABF13    | 6.11                 |
| Ліса стає новим помічницею Клоуна Красті і швидко захоплює популярністю Красті. Незабаром вона створює своє власне шоу і виграє нагороду «розважач року» на «Springfield Media Awards», але отримавши нагороду, вона не може припинити займатися шоу-бізнесом. Тим часом Барт і Гомер починають колекціонувати монети. Запрошені зірки: Дру Кері в ролі самого себе |                    |                                                                                                 |                            |                             |                         |           |                      |

## Показ в Україні
В Україні прем'єра сезону відбулася 27 квітня 2011 року на телеканалі «2+2» о 20:50.
| №   | Назва серії                                 | Показ в Україні |
| 401 | He Loves to Fly and He D'ohs                | 3 травня 2011   |
| 402 | The Homer of Seville                        | 29 квітня 2011  |
| 403 | Midnight Towboy                             | 29 квітня 2011  |
| 404 | I Don't Wanna Know Why the Caged Bird Sings | 3 травня 2011   |
| 405 | Treehouse of Horror XVIII                   | 27 квітня 2011  |
| 406 | Little Orphan Millie                        | 2 травня 2011   |
| 407 | Husbands and Knives                         | 28 квітня 2011  |
| 408 | Funeral For A Fiend                         | 4 травня 2011   |
| 409 | Eternal Moonshine of the Simpson Mind       | 4 травня 2011   |
| 410 | E Pluribus Wiggum                           | 5 травня 2011   |
| 411 | That 90's Show                              | 5 травня 2011   |
| 412 | Love, Springfieldian Style                  | 6 травня 2011   |
| 413 | The Debarted                                | 6 травня 2011   |
| 414 | Dial 'N' for Nerder                         | 9 травня 2011   |
| 415 | Smoke on the Daughter                       | 10 травня 2011  |
| 416 | Papa Don't Leech                            | 10 травня 2011  |
| 417 | Apocalypse Cow                              | 11 травня 2011  |
| 418 | Any Given Sundance                          | 12 травня 2011  |
| 419 | Mona Leaves-a                               | 13 травня 2011  |
| 420 | All About Lisa                              | 13 травня 2011  |
| --- | ------------------------------------------- | --------------- |